# Samaʻi
Samaʻi ist eine Siedlung im Inland des politischen Bezirks (itūmālō) Aʻana des Inselstaats Samoa auf der Insel Upolu.

## Geographie
Der Ort liegt zusammen mit Falevai und Matānofo in einer Bucht am Asia Point, nordwestlich der Landzunge von Cape Mulitapuʻili, zwischen Faleaseela und Matautu.
Im Landesinnern liegen die Ruinen von Mafafa.